# Тома Найденов
Тома Никодимов (Никодинов) Найденов е български революционер, деец на Вътрешната македоно-одринска революционна организация.

## Биография
Тома Найденов е роден през 1886 година в битолското село Велмевци, тогава в Османската империя. Присъединява се към ВМОРО и е четник в четата на Лука Иванов през 1905 година.
При избухването на Балканската война в 1912 година е доброволец в Македоно-одринското опълчение в 1 рота на 6 охридска дружина. Ранен е на 9 юли 1913 година.